# 逆転ロックンロール!!
「逆転ロックンロール!!」（ぎゃくてんロックンロール!!）は、草尾毅のシングル。1997年3月1日に日本コロムビアから発売された。

## 概要
表題曲は、テレビ朝日系特撮ドラマ『ビーロボカブタック』のエンディングテーマとして使用された。
カップリング曲の歌唱は石田よう子が担当し、同ドラマのイメージソングとなっている。

## 収録曲
1. 逆転ロックンロール!!
歌：草尾毅
作詞：大賀玉之輔、作曲：MASAKI、編曲：MASAKI
2. DO UP!カブタック
歌： 石田よう子
作詞：大賀玉之輔、作曲：石川恵樹、編曲：石川恵樹